# Djurgårdens IF Fotboll 1983
Djurgårdens IF herrfotboll, säsongen 1983. Deltog i följande mästerskap: Division 2 Norra och Svenska cupen.

## Spelartrupp 1983
Namn, seriematcher och mål:
- Mats Jansson f 1961
- Christer Nordström
- Lasse Stenbäck
- Johan Westman f 1965

## Matcher 1983
Hemmaarena: 

### Division 2 Norra 1983
Resultat för Djurgårdens IF säsongen 1983.
Tabellrad:   plats 2 – 22 matcher 13  5  4   46-22   31p  (+24)
- 30/4	Örebro SK - DIF		2-2
- 5/5	DIF - Västerås SK		0-0
- 10/5	DIF - IF Brommapojkarna		2-1
- 15/5	IFK Eskilstuna - DIF		0-3
- 24/5	DIF - Ope		2-1
- 29/5	Vasalunds IF - DIF		1-1
- 5/6	IFK Norrköping - DIF		3-1
- 14/6	DIF - IFK Västerås		2-0
- 26/6	Sandvikens IF - DIF		0-1
- 30/6	DIF - Karlslunds IF		5-0
- 7/7	IFK Sundsvall - DIF		2-4
- 31/7	DIF - IFK Sundsvall		1-0
- 3/8	IF Brommapojkarna - DIF		1-1
- 7/8	DIF - IFK Eskilstuna		8-0
- 15/8	Västerås SK - DIF		1-3
- 20/8	DIF - Örebro SK		2-3
- 30/8	DIF - Vasalunds IF		2-0
- 4/9	Ope - DIF		1-0
- 11/9	IFK Västerås - DIF		0-2
- 18/9	DIF - IFK Norrköping		1-4
- 25/9	Karlslunds IF - DIF		0-1
- 1/10	DIF - Sandvikens IF		2-2

### Kval till Allsvenskans säsong 1984
- DIF-Kalmar FF 1-0 (Målskytt: Christer Nordström)
- Kalmar FF-DIF 3-1 (Målskytt: Lasse Stenbäck)

Djurgården förlorade dubbelmötet med sammanlagt 2–3.

### Svenska cupen 1983
- okänt daum)	DIF - IK Sirius		1-0
- 19/6)	IFK Oskarshamn - DIF		1-4
- 24/7)	Ljusdals IF - DIF		0-1
- 25/8)	IFK Göteborg - DIF		1-0